# 第23回気候変動枠組条約締約国会議
第23回気候変動枠組条約締約国会議（だい23かいきこうへんどうわくぐみじょうやくていやくこくかいぎ、英語: 23rd Conference of Parties to the United Nations Framework Convention on Climate Change）は、2017年11月6日から11月17日の日程でドイツのボンで開催された。通称COP23。フィジーが議長国を務めたが、フィジーには大規模な国際会議を開催できる施設がないためボンで開催された。

## 会議に至るまで
2017年6月1日にアメリカのドナルド・トランプ大統領がパリ協定からの離脱を表明した。